# Des gens pas comme les autres
 (mai 2010).
Si vous disposez d'ouvrages ou d'articles de référence ou si vous connaissez des sites web de qualité traitant du thème abordé ici, merci de compléter l'article en donnant les références utiles à sa vérifiabilité et en les liant à la section « Notes et références ».
Des gens pas comme les autres est un magazine mensuel produit par la chaîne de télévision RFO Martinique. Réalisé, tourné et commenté par la journaliste Dominique Legros exclusivement en Martinique, ce magazine d'une durée de 26 minutes propose des tranches de vie de personnages ayant une vie, une activité ou un parcours jugé atypique.
Le premier numéro de la série met en exergue les jeunes des quartiers dit « sensibles » de l'île. C'est une des premières fois que  ces jeunes acceptent de parler à visage découvert de leur vie à la télévision martiniquaise. Les autres numéros s'intéressent aux personnes âgées en fin de vie, à la vie des jeunes à mobilité réduite victimes de la route et aux homosexuels masculins victimes d'agressions homophobes.
Des gens pas comme les autres est également diffusé sur France Ô, le réseau métropolitain de RFO, ainsi que sur le site du magazine.